# One-Forty
One-Forty（法人名稱：社團法人台灣四十分之一移工教育文化協會）是台灣在地的非營利組織，2015年由政治大學企管系畢業的陳凱翔以及台灣大學工管系畢業的吳致寧共同創立，前身為移工商學院，全名為社團法人台灣四十分之一移工教育文化協會。組成目的是發現在台灣有許多來自東南亞國家的移工因為長期從事勞動性質的工作而缺乏學習的機會，以至於回國後，難以找到更好的工作，因此容易再次陷入貧窮而再度出國工作，因此設計學習型課程培力移工。

## 移工培力
基於 One-Forty 的使命：「Make every migrant's journey worthy and inspiring」自成立以來，One-Forty 致力於設計培力的課程並不斷的根據移工的回饋調整課程內容，至2016年12月，One-Forty 已開設了半年為一期，共三期的課程。除了移工教育的培力，One-Forty 也舉辦與東南亞移工交流的活動讓台灣人參加，希望透過經驗的交流，改善台灣人對於移工的偏見。2019年實體學院已陸續吸引800名學生上課，半年授課8堂。